# ワンス・アポン・ア・タイム (season 6)
アメリカのファンタジー・テレビドラマ、『ワンス・アポン・ア・タイム』の第6シーズンは2016年3月3日に制作発表され、2016年9月25日より放送開始された。2017年1月、シーズン6はメインストーリーの最後になることが明かされた。もし、シーズン7があればリブートの形で新しいストーリーラインとなる。
今シーズンからアラジン、ジャファー、ジャスミン、モルペウス、モンテ・クリスト伯、ネモ船長、トレメイン夫人、ベオウルフ、タイガー・リリーなどのキャラクターが新登場する。オリジナルキャラクターとしてギデオン、ブラック・フェアリー、ロバートが新登場する。
また、今シーズンはエマ・スワン（ジェニファー・モリソン）の最後のレギュラー出演となる。モリソンはシーズン6終了を機に、シリーズからの降板を発表したが、もしシーズン7があれば1話分の出演を承諾しているとSNS上で述べた。2シーズンレギュラー出演していたレベッカ・メイダーもシーズン6が最後の出演になることを発表した。 その後、アダム・ホロウィッツとエドワード・キッツィスは初期からのメインキャストであるジニファー・グッドウィン、ジョシュ・ダラス、ジャレッド・ギルモア、そしてシーズン2からのレギュラーキャストであるエミリー・デ・レイヴィンもシーズン6を最後に降板することを発表した。

## キャスト

### レギュラー
- ジニファー・グッドウィン - 白雪姫 / メアリー・マーガレット・ブランチャード[8][9]
- ジェニファー・モリソン - エマ・スワン[9][10]
- ラナ・パリラ - 悪い女王 / レジーナ・ミルズ[11]
- ジョシュ・ダラス - チャーミング王子 / デヴィッド・ノーラン[8][12]
- エミリー・デ・レイヴィン - ベル
- コリン・オドナヒュー - キリアン・ジョーンズ船長（通称” フック”）[10][13]
- ジャレッド・S・ギルモア - ヘンリー・ミルズ
- レベッカ・メイダー - ゼリーナ / 西の悪い魔女
- ロバート・カーライル - ルンペルシュティルツキン / ミスター・ゴールド

### リカーリング
| - ビバリー・エリオット - ルーカス未亡人 / おばあちゃん - ラファエル・スバージ - ジミニー・クリケット / アーチー・ホッパー - リー・アレンバーグ - グランピー / リロイ - デビッド・ポール・グローブ - ドック - ゲイブ・コース - スニージー / トム・クラーク - ファスティーノ・ディ・バーダイ - スリーピー / ウォルター - ミグ・マケリオ - バッシュフル - ジェフ・グスタフソン - ステルシー - トニー・アメンドーラ - ゼペット / マルコ - キーガン・コナー・トレイシー - ブルー・フェアリー / マザー・スペリアー - アイオン・ベイリー - ピノキオ / オーガスト・W・ブース - デイヴィッド・アンダース - ホエール医師 / フランケンシュタイン - ジェシー・シュラム - シンデレラ / アシュレイ・ボイド - ティム・フィリップス - トーマス王子 / シーン・ハーマン - ガブリエラ・ローズ - ルース - アラン・デイル - ジョージ王/アルバート・スペンサー - ジェイミー・マーレイ - フィオナ/ブラック・フェアリー | - ジャイルズ・マッシー - ギデオン / モルペウス - ショーン・マグワイア - ロビン・フッド - トニー・ペレス - ヘンリー王子 - ローズ・マクアイヴァー - ティンカー・ベル - ジョアンナ・ガルシア - アリエル - ジル・マキニー - エリック王子 - ジャンカルロ・エスポジート - 魔法の鏡 / シドニー・グラス - クリス・ゴージェ - ウィリアム・スミー - ハンク・ハリス - ドクター・ヘンリー・ジキル - サム・ウィットワー - ハイド - デニス・アデニー - アラジン - カレン・デヴィッド - ジャスミン - オリビア・スティール・フォールコナー - ヴァイオレット - ツィ・マー - ドラゴン - パトリック・フィッシュラー - アイザック・ヘラー / 著者 - サラ・トムコ - タイガー・リリー - ウィル・トラヴァル - ノッティンガムの保安官/キース |

### ゲスト
- オデッド・フェール - ジャファー[26]
- タルン・ケラム - アミール[29]
- ジョディン・アシュレイ・オルソン - オラクル/看護師[29]
- グレイグ・オーナー - モンテ・クリスト伯[30]
- アンドレア・ブルックス - シャーロット
- アンドリュー・カバダス - 従者
- リサ・ベーンズ - トレメイン夫人
- メケナ・メルビン - コリンダ・トレメイン
- ゴルディ・ホフマン - ドリゼラ・トレメイン
- マックス・ロイド＝ジョーンズ - ジェイコブ
- ジャロッド・ジョセフ - ガス/ビリー
- ジョニー・コイン - ドクター・アーサー・リドゲート[31]
- エリザベス・ブラックモア - マリー・リドゲート
- レイリー・ジェイコブ - トム・ソーヤ
- セドリック・デ・ソルザ - スルタン[32]
- ケイト・ディオン＝リチャード - ゴルディロックス
- ファラン・タヒール - ネモ船長[33]
- ニック・エバーズマン - リアム・ジョーンズの初めての友[34]
- ポール・ヨハンセン - ガブリエル/木こり
- ニック・ハニングス - ジャック[35]
- タミー・ジリス - ジル[35]
- マッケンナ・グレース - エマ（子供）[36]
- ラスティン・グリシック - オーガスト/ピノキオ（青年）[37]
- ジャック・デイヴィス - オーガスト/ピノキオ（子供）
- デヴィッド・キュービット - ロバート[38]
- タラ・ウィルソン - ルース（若い頃）
- ルック・ロスラー - デヴィッド（子供） / ジェームズ（子供）
- ブランドン・スピンク - ベルファイア（子供）[39]
- トースタイン - ベオウルフ[40]
- ザフ・パウロ - アシメッド王子[41]
- チャールズ・メシュール - 黒ひげ[42]
- アントン・スタークマン - ギデオン（子供）
- グレイソン・ガブリエル - ロデリック
- メイソン・マッケンジー - ロデリック（子供）
- イザベラ・ブレイク＝トーマス - ゼリーナ（子供）[43]
- アレックス・デッサート - スタンナム
- オースティン・オビアジュンワ - スタンナム（子供）
- ステファン・ロード - マルコム[44]
- アンドリュー・J・ウェスト[45]
- アリソン・フェルナンデス[46]

## エピソード
| 通算   | No.  | エピソード名 （原題）    | 監督                                     | 脚本                                                   | 放送日         | 視聴者数 （万人） |
| ------ | ---- | ------------------------ | ---------------------------------------- | ------------------------------------------------------ | -------------- | ----------------- |
| 112    | 1    | "The Savior"             | イーグル・エグリソン                     | エドワード・キッツィス & アダム・ホロウィッツ          | 2016年9月25日  | 399               |
| 113    | 2    | "A Bitter Draught"       | ロン・アンダーウッド                     | アンドリュー・チャンブリス&ダナ・ホーガン              | 2016年10月2日  | 372               |
| 114    | 3    | "The Other Shoe"         | スティーブ・パールマン                   | ジェーン・エスペソン & ジェローム・シュワルツ          | 2016年10月9日  | 411               |
| 115    | 4    | "Strange Case"           | アルリック・リレイ                       | デヴィッド・H・グッドマン & ネルソン・ソーラー         | 2016年10月16日 | 353               |
| 116    | 5    | "Street Rats"            | ノーマン・バックレイ                     | エドワード・キッツィス & アダム・ホロウィッツ          | 2016年10月23日 | 340               |
| 117    | 6    | "Dark Waters"            | ロバート・ダンカン                       | アンドリュー・チャンブリス & ブリジット・ハレス        | 2016年10月30日 | 306               |
| 118    | 7    | "Heartless"              | ラルフ・ヘメッカー                       | ジェーン・エスペソン                                   | 2016年11月6日  | 356               |
| 119    | 8    | "I'll Be Your Mirror"    | ジェニファー・リンチ                     | ジェローム・シュワルツ&リア・フォン                    | 2016年11月13日 | 340               |
| 120    | 9    | "Changelings"            | マリジー・アルマス                       | デヴィッド・H・グッドマン&ブライアン・リディングス     | 2016年11月27日 | 328               |
| 121    | 10   | "Wish You Were Here"     | ロン・アンダーウッド                     | エドワード・キッツィス&アダム・ホロウィッツ            | 2016年12月4日  | 327               |
| 122    | 11   | "Tougher Than the Rest"  | ビリー・ジハート                         | エドワード・キッツィス&アダム・ホロウィッツ            | 2017年3月5日   | 303               |
| 123    | 12   | "Murder Most Foul"       | モーガン・ベッグス                       | ジェローム・シュワルツ & ジェーン・エスペンソン        | 2017年3月12日  | 306               |
| 124    | 13   | "Ill-Boding Patterns"    | ロン・アンダーウッド                     | アンドリュー・チャンブリス & ダナ・ホーガン            | 2017年3月19日  | 271               |
| 125    | 14   | "Page 23"                | ケイト・ウッズ                           | デヴィッド・H・グッドマン & ブリジット・ハリス         | 2017年3月26日  | 285               |
| 126    | 15   | "A Wondrous Place"       | スティーブ・パールマン                   | ジェーン・エスペソン & ジェローム・シュワルツ          | 2017年4月2日   | 280               |
| 127    | 16   | "Mother's Little Helper" | ビリー・ジハート                         | エドワード・キッツィス&アダム・ホロウィッツ            | 2017年4月9日   | 260               |
| 128    | 17   | "Awake"                  | シャラット・レイジュ                     | アンドリュー・チャンブリス&リー・フォング              | 2017年4月16日  | 251               |
| 129    | 18   | "Where Bluebirds Fly"    | ミッシェル・シュルツ                     | デイヴィッド・H・グッドマン&ブリジッド・ヘイルズ       | 2017年4月23日  | 269               |
| 130    | 19   | "The Black Fairy"        | アルリック・ライリー                     | ジェローム・シュワルツ&ダナ・ホーガン                  | 2017年4月30日  | 305               |
| 131    | 20   | "The Song in Your Heart" | ロン・アンダーウッド                     | デイヴィッド・H・グッドマン&アンドリュー・チャンブリス | 2017年5月7日   | 287               |
| 132133 | 2122 | "The Final Battle"       | スティーブ・パールマンラルフ・ヘメッカー | エドワード・キッツィス&アダム・ホロウィッツ            | 2017年5月14日  | 295               |

## 制作

### 制作段階
アダム・ホロウィッツはシーズン3からシーズン5まで続いた2パート構造をやめることを明かした。「2パートに分けずに22エピソードにする。楽しみだ」加えてキッツィスは「今のやり方を変えて、シーズン1のような小さな町の話に戻す。」と述べた。今シーズンはストーリーブルックを話の中心とするが、 新しい側面や救世主の神話にも触れていくことになる。キッツィスとホロウィッツは二人のディレクターを新しく参加させた。
2017年1月、ABCの代表チャニング・ダンジーはシーズンの更新があろうとなかろうとシーズン6で現在のストーリーラインが終了することを明かした。このニュースの直後ジェニファー・モリソンは初期のメインキャストの契約が同年4月までであることを明かした上で、現在のシーズン終了後の続投については不確定であると述べた。ロバート・カーライルも同様に今後の続投の是非について決断しなければならないことを明かした。2017年3月、モリソン、カーライル、ラナ・パリラ、コリン・オドナヒューの4人についてシーズン7に向けた契約交渉を行っていることが報じられた。2017年4月、ホロウィッツとキッツィスは何人かのキャラクターの物語は今シーズンをもって終了することを明かした。「今年の初めからフィナーレの計画は立てていた。だから誰が残るか、誰がいなくなるか、すべての問題はもう終わった。視聴者の皆さんは不安に感じる必要はありません。」5月8日、モリソンはシーズン6を最後に降板することを明かした。5月11日、レベッカ・メイダーも今シーズンでの降板を明かした。ただし、制作側の決定であり、彼女の意思ではない。5月12日、シーズン6でジニファー・グッドウィン、ジョシュ・ダラス、ジャレッド・ギルモア、エミリー・デ・レイヴィンも降板となることが発表された。これにより、エマ・スワン、白雪、チャーミング王子、ベル、ゼリーナの物語はシーズン6にて終了となる。シーズン最終話でヘンリー・ミルズはストーリーの中心人物として引き続き登場することがわかった。時は進みヘンリーは大人になりアンドリュー・J・ウェストが演じる。

#### ミュージカルエピソード
2017年1月、TV Lineはシーズン後半にミュージカルエピソードがあることを報じた。キッツィスとホロウィッツはミュージカル要素への意欲を持っていたが、どう取り入れるか迷っていた。キッツィスとホロウィッツは2月に先の報道を認めた。また二人は、7曲のオリジナルソングがありジェニファー・モリソンとレベッカ・メイダーのソロ曲もあることを明かした。悪い女王やチャーミング夫妻の曲もある。作曲家のアラン・ザカリーとマイケル・ワイナーがオリジナル曲を製作し、長年シリーズの音楽を担当してきたマーク・イサムがアレンジを担当した。 キッツィスとホロウィッツはこのエピソードについて「このエピソードはストーリーの中で非常に重要な部分でこのエピソード中に重大なことが起こる。率直にいって、ミュージカルにするのはチャレンジである。なぜなら、ミュージカルをメインストーリーではないサイドのものにしたくない。メインストーリーの一部として扱うために、細部までよく練って計画を立てる必要がある。」

### キャスティング
エミリー・デ・レイヴィンはファンにシーズン6への出演を明かした。また、サム・ウィットワーとハンク・ハリスが新しいリカーリングキャラクターとしてシーズン6への出演が決まった。2016年3月29日、ラナ・パリラがシーズン6への出演を明かした。 ロバート・カーライルもまた、ルンペルシュティルツキンとしてシーズン6へ出演することを明かした。一方、レベッカ・メイダーはゼリーナとして、ジャレッド・ギルモアはヘンリーとしての再出演を明かした。
ジャイルズ・マッシーがモルペウス役で第1話から登場する。 7月20日、クレイグ・オーナーがモンテ・クリスト伯役で2話から登場する。2016年のコミコン・インターナショナルで、シーズン6ではアラジン (デニス・アデニー)が登場することが明かされた。アラジンはのストーリーではジャファー（オデッド・フェール）が登場する。（ワンス・アポン・ア・タイム・イン・ワンダーランドではナヴィーン・アンドリュースが演じていた。）アンドリュースは別の撮影により参加できなかった。ジャスミン役はカレン・デヴィッドで、4話から登場する。
7月上旬、ジミニー・クリケット役のラファエル・スパージがシーズン4の"もうひとりの雪の女王"ぶりに登場することが明かされた。7月20日、3話からジェシー・シュラムがシンデレラ (ディズニーキャラクター)役で再登場することが明かされた。3話は彼女と'語られぬ物語の国'のだれかとのつながりと、白雪との友情の始まりがえがかれる。同エピソードでは、シンデレラの継母や義姉妹たちも登場する。ホエール医師/フランケンシュタイン役のデイヴィッド・アンダースが再登場する。彼はハイドとジェキルとつながりを持つことになる。8月15日、スピンオフ作品ワンス・アポン・ア・タイム・イン・ワンダーランドでドクター・アーサー・リドゲートを演じたジョニー・コインが同役で出演することが明らかになった。8月26日、ファラン・タヒールがネモ船長役で出演することが明らかになった。9月22日、ツィ・マーがドラゴン役で複数のエピソードに登場することがわかった。ガブリエル・ローズは7話のフラッシュバックシーンにてデヴィッドの母・ルース役で再出演する。9月27日、ショーン・マグワイアがロビン・フッド役で再出演することが発表された。前シーズンの終盤に死亡したメインキャラクターで生き返るわけではないが複数のエピソードに登場する。
シーズン後半には、ウィル・トラヴァルが11話から複数話にわたってノッティンガムの保安官として登場する。10月31日、マッケンナ・グレースが子供のエマ役で再出演することがわかった。12月11日、ロバート・カーライルが13話にてブランドン・スピンク演じる子供のベルファイアの再登場があることをあかした。2017年1月6日、ジョアンナ・ガルシアがアリエル役で再登場することがわかった。アリエル、ジャスミン、フックが協力するというストーリーとなる。1月7日、ホロウィッツはエリック王子役のジル・マキニーも再登場することを明かした。2日後、ティンカーベル役のローズ・マクアイヴァーも再登場することがわかった。1月20日、サラ・トムコがタイガー・リリー役にキャスティングされたことがわかった。17話を含めた少なくとも2話に登場する。1月23日、ホロウィツはパトリック・フィッシュラーがアイザック・ヘラー / 著者役で後半のいくつかのポイントで登場することを明かした。
2月16日、TV Lineはシーズン6の最後に登場し、シーズン7への更新があった際に話をつなぐポテンシャルをもった二人のキャラクターのキャスティングが行われていることを報じた。一人は20代後半から30代前半の男性で「かつては楽観的、希望的であったが現在は友人もおらず悲観的な世捨て人である」しかし「深い奥底に希望の火種はもっており、それを点火してくれる人物を待っている」。もう一人は10歳の女の子で「壊れた家からやってきた」しかし「その経験は彼女を強くし、闇が彼女の大切なものを奪おうとするとき、彼女の力となる」。3月8日、アンドリュー・J・ウェストが男性を、3月9日、アリソン・フェルナンデスが少女を演じることが発表された。
2017年5月8日、ジェニファー・モリソンはSNS上でシーズン7への更新があったとしても、レギュラーとしては出演しないことを発表した。しかし、モリソンはシーズン7への1話分の出演には同意したと述べた。おそらく、シーズン初回となる。
2017年5月12日、ホロウィッツとキッツィスはモリソンに加え5人のキャストがシーズン7に出演しないことを明かした。（ジニファー・グッドウィン、ジョシュ・ダラス、ジャレッド・ギルモア、エミリー・デ・レイヴィン、レベッカ・メイダー）それぞれのファンへのお別れのメッセージの中でレイヴィンとメイダーはともに制作の決定で降板となったことを述べた。ギルモアも同じ旨を伝えた。一方でグッドウィンとダラスは1年前から今シーズンでの降板を製作陣に伝えていた。